# (1077) Campanula
(1077) Campanula – planetoida z grupy pasa głównego asteroid okrążająca Słońce w ciągu 3 lat i 357 dni w średniej odległości 2,39 au. Została odkryta 6 października 1926 roku w Landessternwarte Heidelberg-Königstuhl w Heidelbergu przez Karla Reinmutha. Nazwa planetoidy pochodzi od łacińskiej nazwy rośliny dzwonek. Przed nadaniem nazwy planetoida nosiła oznaczenie tymczasowe (1077) 1926 TK.